# BAA 1948/49
Die BAA-Saison 1948/49 war die letzte Saison der Basketball Association of America, die danach mit der National Basketball League zur National Basketball Association fusioniert wurde. Die reguläre Saison begann am 1. November 1948 und endete nach 360 Spielen am 20. März 1949. Die Postseason begann am 4. April und endete am 13. April. Am Saisonende besiegte der Liganeuling aus Minneapolis die Washington Capitols und wurde Champion mit 4—2 Siegen.

## Saisonnotizen
- Vier Teams aus der National Basketball League (die Fort Wayne Zollner Pistons, die Indianapolis Jets, die Minneapolis Lakers und die Rochester Royals) schließen sich der BAA an.[1]
- Erster Draft-Pick in der BAA-Draft 1948 wurde Andy Tonkovich von der Thundering Herd der Marshall University für die Providence Steamrollers.[2]
- Standards für Hallenbeleuchtung, Netze, einen orangefarbenen Korbring und ein gläsernes Backboard zusammen mit verbindlichen Spielfeldmarkierungen werden verabschiedet. Teams müssen zwischen neun und elf Spielern melden und dürfen bis zu zwei Spieler an Teams fremder Ligen vermieten, während das Gehaltslimit pro Team für die Saison auf 55.000 Dollar festgesetzt wurde.[3]
- Die Washington Capitols legten mit 15 Siegen den besten Saisonstart für die nächsten 67 Jahre hin. Erst 2015 wurde der Rekord von den Golden State Warriors mit 24 Siegen gebrochen.
- Providence hatte dafür zwischen dem 13. November und dem 6. Januar eine Serie von 16 hintereinander verlorenen Heimpartien. Glücklicherweise hatte der Negativ-Rekord der Providence Steamrollers nur 46 Jahre Bestand. Die Dallas Mavericks verloren 1994 drei Heimspiele mehr.
- Joe Fulks stellte am 10. Februar 1949 mit 63 Punkten (27 Feldtore und 9 Freiwürfe) im Spiel der Philadelphia Warriors gegen die Indianapolis Jets einen vorläufigen Punkterekord auf, der über zehn Jahre Bestand haben sollte.

## Abschlusstabellen
Pl. = Rang,  = Für die Playoffs qualifiziert, Sp = Anzahl der Spiele, S—N = Siege—Niederlagen, % = Siegquote (Siege geteilt durch Anzahl der bestrittenen Spiele), GB = Rückstand auf den Führenden der Division in der Summe von Sieg- und Niederlagendifferenz geteilt durch zwei, Heim = Heimbilanz, Ausw. = Auswärtsbilanz, Neutr. = Bilanz auf neutralem Boden, Div. = Bilanz gegen die Divisionsgegner

### Eastern Division
| Pl. | Mannschaft              | Sp | S—N   | %    | GB | Heim  | Ausw. | Neutr. | Div.  |
| --- | ----------------------- | -- | ----- | ---- | -- | ----- | ----- | ------ | ----- |
| 1.  | Washington Capitols     | 60 | 38—22 | .633 | —  | 22—70 | 15—14 | 1—1    | 21—90 |
| 2.  | New York Knicks         | 60 | 32—28 | .533 | 6  | 17—12 | 13—16 | 2—0    | 17—13 |
| 3.  | Baltimore Bullets       | 60 | 29—31 | .483 | 9  | 17—12 | 11—17 | 1—2    | 15—15 |
| 4.  | Philadelphia Warriors   | 60 | 28—32 | .467 | 10 | 19—10 | 09—21 | 0—1    | 17—13 |
| 5.  | Boston Celtics          | 60 | 25—35 | .417 | 13 | 17—12 | 07—20 | 1—3    | 12—18 |
| 6.  | Providence Steamrollers | 60 | 12—48 | .200 | 26 | 07—23 | 05—23 | 0—2    | 08—22 |

### Western Division
| Pl. | Mannschaft           | Sp | S—N   | %    | GB | Heim  | Ausw. | Neutr. | Div.  |
| --- | -------------------- | -- | ----- | ---- | -- | ----- | ----- | ------ | ----- |
| 1.  | Rochester Royals     | 60 | 45—15 | .750 | —  | 24—50 | 20—10 | 1—0    | 23—70 |
| 2.  | 0Minneapolis Lakers0 | 60 | 44—16 | .733 | 1  | 26—30 | 16—13 | 2—0    | 22—80 |
| 3.  | Chicago Stags        | 60 | 38—22 | .633 | 7  | 16—80 | 18—14 | 4—0    | 16—13 |
| 4.  | St. Louis Bombers    | 60 | 29—31 | .483 | 16 | 17—12 | 10—18 | 2—1    | 13—17 |
| 5.  | Fort Wayne Pistons   | 60 | 22—38 | .367 | 23 | 15—14 | 05—23 | 2—1    | 08—22 |
| 6.  | Indianapolis Jets    | 60 | 18—42 | .300 | 27 | 14—15 | 04—22 | 0—5    | 08—20 |

## Führende Spieler in Einzelwertungen
| Kategorie       | Spieler      | Mannschaft          | Wert   |
| --------------- | ------------ | ------------------- | ------ |
| Punkte          | George Mikan | Minneapolis Lakers  | 1.689  |
| Wurfquote †     | Arnie Risen  | Rochester Royals    | 42,3 % |
| Freiwurfquote ‡ | Bob Feerick  | Washington Capitols | 85,9 % |
| Assists         | Bob Davies   | Rochester Royals    | 321    |

† 200 Körbe nötig für Wertung. Risen belegte hier den vierten Platz.

‡ 150 Freiwürfe nötig für Wertung. Feerick traf 256 von 298.

- Mit 273 beging Ed Sadowski von den Philadelphia Warriors die meisten Fouls.
- Mikan kam auf 28,3 Punkte pro Spiel. Er hatte die zweitbeste Feldtorquote mit 41,6 %. Mikan erzielte außerdem in dieser und den nächsten zwei Spielzeiten die meisten Freiwürfe. Bemerkenswert sind auch seine 42 Punkte am 4. April in den Finals (14 Feldtore und 14 Freiwürfe) – ein Wert, der in den Finals bislang bis 2018 lediglich 25 mal übertroffen wurde.
- Andy Phillipp von den Chicago Stags hatte 5,3 Assists pro Spiel und damit insgesamt zwei weniger als Bob Davies mit 5,4 Assists pro Spiel.
- Bis zur Saison 1968/69 wurden den Statistiken in den Kategorien „Punkte“ und „Assists“ die insgesamt erzielten Leistungen zu Grunde gelegt und nicht die Quote pro Spiel. Rebounds werden erst seit der Saison 1950/51 erfasst.

## Ehrungen
| - All-BAA First Team: - C – George Mikan, Minneapolis Lakers - F – Joe Fulks, Philadelphia Warriors - F – Bob Davies, Rochester Royals - G – Max Zaslofsky, Chicago Stags - F – Jim Pollard, Minneapolis Lakers | - All-BAA Second Team: - C – Arnie Risen, Rochester Royals - F – Bob Feerick, Washington Capitols - F – Bones McKinney, Washington Capitols - G – Ken Sailors, Providence Steamrollers - G – John Logan, St. Louis Bombers |

## Playoffs-Baum
| Division Semifinals | Division Semifinals     | Division Semifinals     |    |                     | Division Finals | Division Finals | Division Finals |  |  | BAA Finals | BAA Finals | BAA Finals |
|                     |                         |                         |    |                     |                 |                 |                 |  |  |            |            |            |
| W1                  | Rochester Royals        | 2                       |    |                     |                 |                 |                 |  |  |            |            |            |
| W4                  | St. Louis Bombers       | 0                       |    |                     |                 |                 |                 |  |  |            |            |            |
| W4                  | St. Louis Bombers       | 0                       | W1 | Rochester Royals    | 0               |                 |                 |  |  |            |            |            |
| Western Division    |                         |                         | W1 | Rochester Royals    | 0               |                 |                 |  |  |            |            |            |
|                     | W2                      | Minneapolis Lakers      | 2  |                     |                 |                 |                 |  |  |            |            |            |
| W3                  | W2                      | Minneapolis Lakers      | 2  | Chicago Stags       | 0               |                 |                 |  |  |            |            |            |
| W3                  |                         |                         |    | Chicago Stags       | 0               |                 |                 |  |  |            |            |            |
| W2                  | Minneapolis Lakers      | 2                       |    |                     |                 |                 |                 |  |  |            |            |            |
| W2                  | Minneapolis Lakers      | 2                       | W2 | Minneapolis Lakers  | 4               |                 |                 |  |  |            |            |            |
|                     |                         |                         |    | Minneapolis Lakers  | 4               |                 |                 |  |  |            |            |            |
|                     | E1                      | Washington Capitols     | 2  |                     |                 |                 |                 |  |  |            |            |            |
| E1                  | E1                      | Washington Capitols     | 2  | Washington Capitols | 2               |                 |                 |  |  |            |            |            |
| E1                  |                         |                         |    | Washington Capitols | 2               |                 |                 |  |  |            |            |            |
| E4                  | Philadelphia Warriors   | 0                       |    |                     |                 |                 |                 |  |  |            |            |            |
| E4                  | Philadelphia Warriors   | 0                       | E1 | Washington Capitols | 2               |                 |                 |  |  |            |            |            |
| Eastern Division    |                         |                         | E1 | Washington Capitols | 2               |                 |                 |  |  |            |            |            |
|                     | E2                      | New York Knickerbockers | 1  |                     |                 |                 |                 |  |  |            |            |            |
| E3                  | E2                      | New York Knickerbockers | 1  | Baltimore Bullets   | 1               |                 |                 |  |  |            |            |            |
| E3                  |                         |                         |    | Baltimore Bullets   | 1               |                 |                 |  |  |            |            |            |
| E2                  | New York Knickerbockers | 2                       |    |                     |                 |                 |                 |  |  |            |            |            |

## Playoffs-Ergebnisse
Die Playoffs wurden in den Division-Halbfinals und den Division-Finals nach dem Modus „Best of Three“ ausgetragen, die NBA-Finals nach dem Modus „Best of Seven“.

### Eastern Division-Halbfinals
Das Spiel zwischen New York und Baltimore am 26. März setzte für die nächsten vier Jahre mehrere Playoffs-Rekorde. Es gab die meisten persönlichen Fouls mit 53 für Baltimore und 47 für New York. Diese 100 Fouls resultierten in 51 und 47 Freiwürfen und in den meisten Disqualifikationen, nämlich sechs und fünf. Nur bis zu den Playoffs von 1953, der einzig bleibende Playoff-Rekord waren Jack Toomays acht persönlichen Fouls.
Washington Capitols 2, Philadelphia Warriors 0

Mittwoch, 23. März: Philadelphia 70 – 92 Washington

Donnerstag, 24. März: Washington 80 – 78 Philadelphia
New York Knickerbockers 2, Baltimore Bullets 1

Mittwoch, 23. März: Baltimore 82 – 81 New York

Donnerstag, 24. März: New York 84 – 82 Baltimore

Sonnabend, 26. März: New York 103 – 99 Baltimore (n. V.)

### Western Division-Halbfinals
Rochester Royals 2, St. Louis Bombers 0

Dienstag, 22. März: Rochester 93 – 64 St. Louis

Mittwoch, 23. März: St. Louis 64 – 66 Rochester
Minneapolis Lakers 2, Chicago Stags 0

Mittwoch, 23. März: Minneapolis 84 – 77 Chicago

Donnerstag, 24. März: Chicago 85 – 101 Minneapolis

### Eastern Division-Finals
Washington Capitols 2, New York Knickerbockers 1

Dienstag, 29. März: Washington 77 – 71 New York

Donnerstag, 31. März: New York 86 – 84 Washington (n. V.)

Sonnabend, 2. April: Washington 84 – 76 New York

### Western Division-Finals
Das Heimspiel der Lakers fand in Saint Paul, der Zwillingsstadt von Minneapolis, statt.
Minneapolis Lakers 2, Rochester Royals 0

Dienstag, 28. März: Rochester 79 – 80 Minneapolis

Donnerstag, 30. März: Minneapolis 67 – 55 Rochester

## BAA-Finals

### Minneapolis Lakers vs. Washington Capitols
Das letzte Heimspiel der Lakers fand in Saint Paul, der Zwillingsstadt von Minneapolis, statt.
Die Finalergebnisse:

Montag, 4. April: Minneapolis 88 – 84 Washington

Mittwoch, 6. April: Minneapolis 76 – 62 Washington

Freitag, 8. April: Washington 74 – 94 Minneapolis

Sonnabend, 9. April: Washington 83 – 71 Minneapolis

Montag, 11. April: Washington 74 – 66 Minneapolis

Mittwoch, 13. April: Minneapolis 77 – 56 Washington
Die Minneapolis Lakers werden mit 4—2 Siegen zum ersten Mal BAA-Meister. Da die NBA als Kontinuum der BAA angesehen wird, gilt der Meistertitel historisch ebenso als NBA-Meisterschaft.

## Die Meistermannschaft der Minneapolis Lakers
| Mike Bloom, Don Carlson, Jack Dwan, Ray Ellefson, Arnie Ferrin, Donnie Forman, Earl Gardner, Tony Jaros, Johnny Jorgensen, Edwin Kachan, George Mikan, Jim Pollard, Herm Schaefer, Donald Smith, Jack Tingle Head Coach John Kundla |